# 绿水园
39°07′05″N 117°07′28″E / 39.1181°N 117.1245°E绿水园位于天津市南开区西部川府新村地区，雅安道以南，资阳路以西，紧邻快速路，与水西公园隔快速路相望。总占地面积约为20万平方米，中间以龙形水系穿过，园中建有达人广场、网络文化区、儿童成长区、多功能运动区四区，包含绿水秋韵、山花烂漫、春花万枝、丛林欢歌、龙溪湿地、绿道健身六景，是天津市南开区西部地区最大的城市公园，是中国北方地区具有代表性的节水型园林公园。

## 历史沿革
2011年3月，绿水园作为当年度天津市“奋战300天市容环境综合整治”中新建面积最大的城市公园全面开工建设，原定6月前完成土方整理，10月前完成主体施工。
2017年8月4日，绿水园试开放，但园内高压线塔入地工程仍未全部完工。